# 艾費哈足球會
艾費哈足球會 （英語：Al Fayha FC），或稱「邁季邁阿寬廣」，是一家沙特阿拉伯邁季邁阿的足球隊，於1953年成立。隊名الفيحاء中在阿拉伯語中意為「寬廣」。

## 歷史
球會Al Fayha字面意思是「寬廣」(廣闊的)，於 1953 年在Al Majma'ah成立，並於1966 年8 月15日正式註冊。Al Fayha 是最古老的之一該國的俱樂部和 Al Majma'ah 最古老的俱樂部。Al Fayha 是 Minikh 和 Al-Fayha 兩個不同俱樂部的合併，他們的加入成為 Al Majma'ah 的唯一代表。

## 榮譽
- 沙特職業足球聯賽: 1

2016–17
- 沙特阿拉伯甲級聯賽: 2

1984–85, 2013–14
- 沙特國王盃: 1

2021–22

## 著名球員
- （Henry Onyekuru，2003-）
- （Abdelhamid Sabiri，2023-24）
- （Chris Smalling，2024-）

## 外部連結
- 官方网站
- 艾費哈足球會的X（前Twitter）